# Mobile.culture.container
mobile.culture.container war ein Medien- und Versöhnungsprojekt für Jugendliche in vom Jugoslawienkrieg betroffenen Städten des ehemaligen Jugoslawien. Zwischen den Jahren 2001 und 2003 besuchte das Projekt für jeweils sechs Wochen 14 Städte. Nach jedem einzelnen Besuch wurden erneut Grenzen in ein anderes Land passiert. Nach den Balkankriegen war es das Ziel des Projekts, Jugendliche aus verschiedenen Ethnien wieder zueinander zu führen. Sie sollten angeregt werden, sich ihre Zukunft erneut und gemeinsam zu gestalten. Träger des Projektes war der Wiener Fonds Verteidigung unserer Zukunft.

## Vorgeschichte
Initiator des Projektes und des Fonds war der deutsche Politiker und OSCE Representative on Freedom of the Media Freimut Duve, der ähnliche Aktivitäten in Südamerika kennengelernt hatte. Seine ursprüngliche Idee war, ein Wandergymnasium auf dem Balkan aufzubauen. Im Jahr 1999 hatten europäische Außenminister den Stabilitätspakt für Südost-Europa beschlossen, um den Kriegsfolgen im ehemaligen Jugoslawien entgegenzuwirken. Duve nahm dies auf, um den Gedanken einer hass- und vorurteilsfreien Jugend zu fördern.

## Konzept
Mit der Gründung des Fonds Verteidigung unserer Zukunft in Wien und der Gewinnung einiger Botschafter bei der OSZE in Wien sowie einiger österreichischer Politiker waren die Grundlagen geschaffen. Direktor des Fonds und Leiter des späteren Projekts wurde der Deutsche Achim Koch. Inhaltlich sollten die Jugendlichen vor allem über die Nutzung verschiedener Medien wie Schülerzeitungen, Radio, Video, Internet zusammengeführt werden. Darüber hinaus sollten gemeinsame Tanz, Musik oder Theaterabende und Diskussionen ihre Annäherung fördern. mobile.culture.container sollte zukünftig nur Städte bereisen, wenn eine Einladung ausschließlich des Bürgermeisters vorlag.

### Logo
Das Logo Die Hand des Schreibers wurde dem OSZE-Amt Duves und dem Fonds von Günter Grass überlassen. Er nutzte es als Umschlagsgrafik für seine Erzählung Das Treffen in Telgte, in der die Zeit direkt nach dem Dreißigjährigen Krieg behandelt wird.

### Personal
Außer dem Fondsdirektor und Projektleiter sollte das Personal aus all den Ländern stammen, die mit dem Vorhaben besucht werden sollten. Auch alle Religionen sollten vertreten sein.

### Technik
Das technische Konzept von mobile.culture.container umfasste sechzehn Container, die im Kreis aufgestellt von einem Zeltdach überspannt wurden. Die Container waren verschiedenen Medienaktivitäten zugeordnet. Das Innere des Ensembles war mit einem Bühnenboden ausgelegt und mit Veranstaltungstechnik ausgestattet.

### Finanzierung
Auf der Basis des Stabilitätspakts für Südost-Europa wurden Deutschland, die Schweiz und Luxemburg für die Finanzierung gewonnen. Später stießen Liechtenstein, Norwegen, Österreich, Spanien und die Tschechische Republik dazu. Die Allianz Kulturstiftung, KulturKontakt Austria, mobilkom Austria und die VW AG gehörten zu den privaten Sponsoren.

## Umsetzung
Die Eröffnung des Projekts fand im Mai 2001 in Tuzla (Bosnien und Herzegowina) statt. Anschließend besuchte es Osijek in Kroatien, Čačak in Serbien und Goražde in Bosnien-Herzegowina. Im Jahr 2002 folgten Mostar und Banja Luka in Bosnien-Herzegowina, Skopje und Bitola in Mazedonien, Mitrovica im Kosovo und Novi Pazar in Serbien, 2003 dann Brčko, schließlich nochmals Goražde, Mitrovica und Mostar. Während der Tour hatte sich ein großes Netzwerk aus nationalen und internationalen NGOs, Botschaften, OSZE-Büros, UN-Agenturen und Medien gebildet. Inhaltlich wurde die Arbeit ständig weiterentwickelt. Die Jugendlichen produzierten mit radio future regelmäßige Radiosendungen, aber auch Fernsehberichte und Filme. An jedem Ort entstanden meist mehrsprachige Schülerzeitungen, Foto- und Kunstausstellungen, Modeschauen, Theateraufführungen, Musikveranstaltungen und Diskussionsabende mit Schriftstellern, Vertretern der Vereinten Nationen oder OSZE zu den Menschenrechten, zur Europafrage, zum zukünftigen Verhältnis der neuen Staaten auf dem Balkan, aber vor allem über die Zukunft der Jugend. Besonders herausragend war das Zusammenkommen von Jugendlichen aus Goražde und Višegrad, aus dem bosniakischen und kroatischen Stadtteilen von Mostar und den albanischen und serbischen Stadtteilen von Mitrovica.

## Wirkung
Im Juli 2003 wurde das Projekt wie geplant in Mostar beendet. Einige Tausend Jugendliche aller Ethnien des ehemaligen Jugoslawien hatten gemeinsam an den Aktivitäten teilgenommen. Für viele wurden dadurch wichtige Weichen für ihre Zukunft gestellt. Auch für die Mitarbeiter und lokalen Unterstützer war mobile.culture.container ein einflussreicher Abschnitt in ihrem Leben geworden. Die Hardware wurde an das Jugendzentrum Abrasevic in Mostar übergeben. Teile dessen werden noch heute genutzt.